# Sirkka

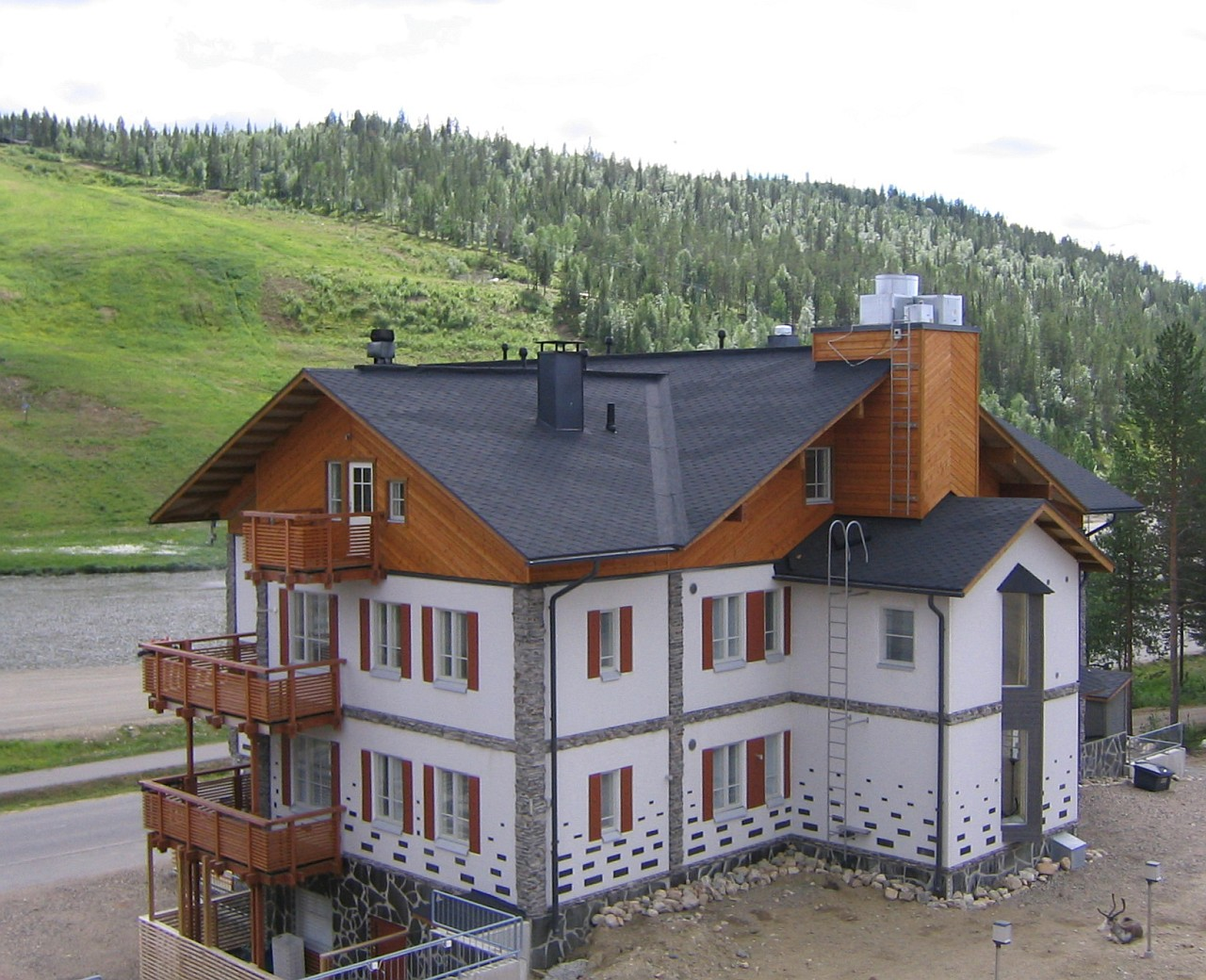
Sirkka, 2004.

Sirkka är en tätort (finska: taajama) i Kittilä kommun i landskapet Lappland i Finland.
Strax söder om Sirkka ligger skidorten Levi.

## Befolkningsutveckling
| Befolkningsutvecklingen i Sirkka 1980–2013 | Befolkningsutvecklingen i Sirkka 1980–2013 | Befolkningsutvecklingen i Sirkka 1980–2013 | Befolkningsutvecklingen i Sirkka 1980–2013 | Befolkningsutvecklingen i Sirkka 1980–2013 |
| ------------------------------------------ | ------------------------------------------ | ------------------------------------------ | ------------------------------------------ | ------------------------------------------ |
|                                            |                                            |                                            |                                            |                                            |
| År                                         |                                            |                                            | Folkmängd                                  | Landareal (km²)                            |
| 1980                                       | 1980                                       |                                            | 260                                        | 6,3                                        |
| 2011                                       | 2011                                       |                                            | 691                                        | 7,88                                       |
| 2012                                       | 2012                                       |                                            | 817                                        | 8,80                                       |
| 2013                                       | 2013                                       |                                            | 659                                        | 7,03                                       |
| Anm.: Ny tätort 1980                       |                                            |                                            |                                            |                                            |